# Internazionali di Tennis di Baviera 2000
Gli Internazionali di Tennis di Baviera 2000 sono stati un torneo di tennis giocato sulla terra rossa. È stata la 85ª edizione del torneo, facente parte della categoria International Series nell'ambito dell'ATP Tour 2000. Si è giocato a Monaco di Baviera in Germania, dall'1 all'8 maggio.

## Campioni

### Singolare
Franco Squillari ha battuto in finale  Tommy Haas per 6-4, 6-4.

### Doppio
David Adams /  John-Laffnie de Jager hanno battuto in finale  Maks Mirny /  Nenad Zimonjić per 6-4, 6-4.